# Tour de la Mirabelle
Le Tour de la Mirabelle (anciennement le Tour du Piémont Vosgien, créé par Laurent Goglione en mémoire de son grand-père faïencier à l'usine de Badonviller, la première course s'appelait d'ailleurs le Grand-prix des Faïenciers) est une course cycliste disputée tous les ans au mois d'avril en Lorraine. Elle fait partie du calendrier de l'UCI Europe Tour depuis 2019 en catégorie 2.2.

## Origine
Créé en 2002, ce tour cycliste est nommé à l'origine la Ronde du Piémont Vosgien. Il est la réunion de deux courses du calendrier lorrain qui coexistaient le week-end de Pâques. Le samedi le GP des Artisans et Commerçants à Raon-l'Étape et le dimanche le GP des Faïenciers à Badonviller. Il se dispute en Lorraine entre les départements des Vosges et de Meurthe-et-Moselle.  
En 2012, le Tour du Piémont Vosgien est inscrit au calendrier fédéral et devient élite nationale classe 2.12.1. Depuis cette date, de nombreux vainqueurs du classement général et plusieurs vainqueurs d'étapes sont passés professionnels l'année après leur victoire.  
En 2016, le tour change de format. Si la première étape Raon-l'Étape - Pierre-Percée reste inchangée, la deuxième journée verra les coureurs partir de Raon-l'Étape (Vosges) pour rejoindre Damelevières (Meurthe-et-Moselle). Pour la quinzième édition de l'épreuve en 2017, la course prend le nom de Tour de la Mirabelle et passe à trois étapes. L'organisateur Laurent Goglione souhaite ainsi intégrer le calendrier de l'UCI Europe Tour dans les prochaines années en 2.2, ce qu'il réussit en 2019. La course a lieu sur quatre étapes en mai et juin.
L'édition 2020 est annulée en raison de la pandémie de coronavirus,.
L’édition 2021 aura 4 étapes en 4 jours de course, un prologue dans la ville de Tomblaine, et l’arrivée finale à Damelevières.

## Palmarès depuis 2008
| Année                    | Vainqueur            | Deuxième             | Troisième         |
| ------------------------ | -------------------- | -------------------- | ----------------- |
| Ronde du Piémont Vosgien |                      |                      |                   |
| 2008                     | Valéry Vermion       |                      |                   |
| 2009                     | David Delafaite      | Bruno Chardon        | David Farinez     |
| 2010                     | Marcus Johansson     | Damien Fol           | Nicolas Ougier    |
| 2011                     | David Bartl          | Nicolas Marchal      | Wolfgang Brandl   |
| Tour du Piémont Vosgien  |                      |                      |                   |
| 2012                     | Gert Jõeäär          | Romain Pillon        | Antoine Pirlot    |
| 2013                     | Dimitri Claeys       | Edward Theuns        | Samuel Plouhinec  |
| 2014                     | Jens Wallays         | Mike Terpstra        | Adriaan Janssen   |
| 2015                     | Aimé De Gendt        | Gill Meheus          | Alexandre Gratiot |
| 2016                     | Maxime De Poorter    | Arjen Livyns         | Benjamin Declercq |
| Tour de la Mirabelle     |                      |                      |                   |
| 2017                     | Pierre Idjouadiene   | Samuel Plouhinec     | Aaron Van Poucke  |
| 2018                     | Clément Penven       | Viktor Verschaeve    | Fabien Canal      |
| 2019                     | Simon Pellaud        | Jordy Bouts          | Matteo Busato     |
| 2020                     | annulé               | annulé               | annulé            |
| 2021                     | Idar Andersen        | Sjoerd Bax           | Jan Maas          |
| 2022                     | Robert Scott         | Matthew Bostock      | Simon Vitzthum    |
| 2023                     | Jonas Geens          | Clément Braz Afonso  | Tom Donnenwirth   |
| 2024                     | Oscar Nilsson-Julien | Jan-Willem van Schip | Elia Blum         |